# Европейска организация за ядрени изследвания
Европейската организация за ядрени изследвания (на френски: Organisation européenne pour la recherche nucléaire), съкратено ЕОЯИ, по-известна като ЦЕРН (CERN), намираща се край Женева, Швейцария, е най-голямата в света лаборатория по физика на елементарните частици.
CERN е съкращение от Conseil Européen pour la Recherche Nucléaire („Европейски съвет за ядрени изследвания“) – организацията, която през 1952 – 1954 г. подготвя създаването на ЕОЯИ и се саморазпуска при нейното създаване.

## Общи сведения
Организацията е разположена на границата на Швейцария с Франция, северозападно от Женева. Споразумението за създаването на ЦЕРН е подписано в Париж на 29 юни − 1 юли 1953 г. от представителите на 12 европейски държави. Организацията е основана на 29 септември 1954 г. от 12 европейски държави. Към края на 2019 г. броят на страните членки вече е 24. Освен това няколко страни и международни организации имат статут на наблюдатели.
В ЦЕРН постоянно работят приблизително 2500 души, както и около 8000 физици и инженери от 580 университета и институти, от 85 националности участват в международните експерименти на ЦЕРН и работят там временно.
Основната функция на организацията е да осигури поддръжката на няколко ускорителя и друга апаратура, необходими за изследвания в областта на физиката на елементарните частици.
Територията на ЦЕРН се състои от две основни площадки и няколко по-малки. Големият комплекс от сгради включва работни кабинети, лаборатории, производствени помещения, складове, зали за конференции, жилищни помещения, столови. Комплекс е разположен, както на повърхността (старите ускорители Linac, PS), така и под земята на дълбочина около 100 метра (съвременните SPS, LHC). Основната площадка е на територия, намираща се близо до швейцарския град Мейран, т.нар. обект „Мейран“. Друга основна площадка е територията близо до френското градче Превесан-Моен – обект „Провесан“. По-малките площадки са разпилени в близките околности по протежение на подземния пръстен, построен за ускорителя LEP.
Годишните вноски на страните участници в ЦЕРН през 2008 г. са в размер на 1075,863 милиона швейцарски франка (около 990 милиона щатски долара).
World Wide Web стартира първоначално като проект на ЦЕРН, наречен ENQUIRE, иницииран от Тим Бърнърс-Лий през 1989 г.

## История
След успеха на международната организация ООН в регулирането на следвоенните проблеми, водещите европейски физици считат, че е необходима подобна организация и за провеждане на физични експериментални изследвания. Тези пионери са Раул Дотри, Пиер Оже и Лев Коварски от Франция, Едуардо Амалди от Италия и Нилс Бор от Дания. Освен за обединяване на европейските учени, тази организация е призвана да разпредели между държавите участници нарастващите разходи за физичните експерименти в областта на физиката на високите енергии. На Европейската културна конференция в Лозана, Швейцария, през 1949 г. Луи де Бройл официално предлага да се създаде обединена европейска лаборатория. Следващият тласък е даден от щатския нобелов лауреат Исидор Раби през юни 1950 г. на петата Обща конференция на ЮНЕСКО във Флоренция, Италия, където той предлага да „помогне и поддържа създаването на регионални изследователски лаборатории за увеличаване на международното научно сътрудничество“.
На междуправителствената среща на ЮНЕСКО в Париж през декември 1951 г. е взето решение за създаване на Европейски съвет по ядрени изследвания (на френски: Conseil Européen pour la Recherche Nucléaire). Два месеца по-късно 11 страни подписват споразумение за създаването на временен Съвет, тогава възниква и названието ЦЕРН. На третата сесия на временния Съвет през октомври 1952 г. Женева, Швейцария е избрана за място на разполагане на бъдещата лаборатория. През юни 1953 г. в кантон Женева се провежда референдум, на който 2/3 от гласоподавателите приемат предложеното разполагане на научния център. Конвенцията на Съвета е подписана постепенно от 12 страни участници, като последни се подписват Франция и Германия и на 29 септември 1954 г. се ражда Европейската организация за ядрени изследвания (съветът се преобразува в Organisation Européenne pour la Recherche Nucléaire – Европейска организация за ядрени изследвания, но акронимът ЦЕРН се съхранява).
Скоро след създаването на лабораторията обхватът на изследванията излиза извън проучването на атомното ядро, като вече основно се изследват взаимодействията между елементарните частици.
Няколко по-важни постижения, постигнати по време на експерименти в ЦЕРН:
- 1973 г. – откриване на неутрални токове в камерата на Гаргамел;
- 1983 г. – откриване на W и Z бозони при експериментите UA1 и UA2;
- 1989 г. – определяне на броя на неутрино частиците, действащи при Z бозоните, с експериментите с ускорителя LEP;
- 1995 г. – създаване на първите атоми антиматерия – атомите на антиводорода при експеримента PS210;
- 2001 г. – откритие на директното нарушаване на CP-симетрията при експеримента NA48;
- 2010 г. – изолиране на 38 атома на антиводорода;
- 2011 г. – поддържане на антиводород за повече от 15 минути;
- 2014 г. – откриване на новата елементарна частица тетракварк;
- 2015 г. – откриване на новата елементарна частица пентакварк.

През 1984 г. Карло Рубиа и Симон ван дер Мер получават Нобелова награда по физика за работата си, която довежда до откриването на W и Z бозоните.
През 1992 г. сътрудникът на ЦЕРН Жорж Шарпак получава Нобелова награда по физика за „изобретяването и създаването на детектори за елементарни частици, в частност многожичната пропорционална камера.

## Страни членки
Първите 12 държави (основателки), подписали Конвенцията за създаване на ЦЕРН от 1954 г., са:
- Белгия
- Великобритания
- Германия
- Гърция
- Дания
- Италия
- Норвегия
- Нидерландия
- Франция
- Швеция
- Швейцария
- Югославия (напуска, 1961 г.)

Всички държави учредителки продължават да членуват в ЦЕРН с изключение на Югославия, която напуска през 1961 г.
От основаването си ЦЕРН редовно приема нови членове. Всички присъединили се впоследствие държави остават в организацията без прекъсване, с изключение на Испания, която се присъединява през 1961 г., 8 г. по-късно се оттегля и се присъединява след 14 г. Историята на членството на ЦЕРН е, както следва:
- Австрия се присъединява през 1959 г.
- Югославия напуска през 1961 г.
- Испания се присъединява през 1961 г., напуска (1969) и пак се присъединява (1983)
- Португалия се присъединява през 1985 г.
- Финландия се присъединява през 1991 г.
- Полша се присъединява през 1991 г.
- Унгария се присъединява през 1992 г.
- Чехия се присъединява през 1993 г.
- Словакия се присъединява през 1993 г.
- България се присъединява през 1999 г.
- Израел се присъединява през 2013 г.
- Румъния се присъединява през 2016 г.[2]
- Сърбия се присъединява през 2019 г.[3]

Страни, имащи статут на асоцииран член в процес на приемане в ЦЕРН:
- Украйна
- Турция
- Хърватия
- Индия
- Литва
- Пакистан

Страни, които са асоциирани държави членки на етап подготовка за членство:
- Кипър
- Словения

Страни и организации, имащи статут на наблюдател:
- Европейски съюз (Европейска комисия)
- Русия
- САЩ
- Япония
- ЮНЕСКО
- ОИЯИ (взаимен статут)[4][5]

## Обекти
По-малките ускорители се намират в главния обект Meyrin (известен също като Западната зона), който първоначално е бил построен в Швейцария, по протежение на френската граница, но след разширение през 1965 г. част от съоръженията преминават на френска територия. Френската част е под швейцарска юрисдикция, така че няма очевидна граница в рамките на обекта, освен линия от маркирани камъни. Има шест входа на обект Meyrin:
- A, в Швейцария. Отворен за целия персонал на ЦЕРН в определени моменти.
- B, в Швейцария. Отворен за целия персонал на ЦЕРН по всяко време. Често наричан „главен вход“.
- C, в Швейцария. Отворен за целия персонал на ЦЕРН в определени моменти.
- D, в Швейцария. Отворен за прием на стоки в определено време.
- E, във Франция. Отворен за френския персонал на ЦЕРН в определени моменти. Контролиран от митнически персонал. Входът е наречен „Porte Charles de Gaulle“ в знак на признание на неговата роля за създаването на ЦЕРН.
- Тунелен вход, във Франция. Отворен за трансфер на оборудване от и за ЦЕРН (във Франция) от персонал със специално разрешително. Това е единственият позволен маршрут за такива трансфери. Съгласно договора на ЦЕРН, не се заплащат никакви данъци, когато се правят такива трансфери. Контролират се от митнически персонал.

SEP и LEP/LHC са разположени в подземни тунели и се намират почти изцяло извън основния обект. Заровени под френски земеделски земи, те са невидими от повърхността. Въпреки това в различни точки по протежението им има повърхностни обекти, като местоположението на сградите е свързано с експерименти или други съоръжения, необходими за управлението и функционирането на ускорителите, като криогенни агрегати и шахти за достъп. Самите опити се провеждат на същото подземно ниво, на което са тунелите.
Най-големият от експерименталните обекти е Prévessin (известен също като Северна зона), който е целева станция за опитите с ускорителя SPS, при които не се сблъскват елементарни частици. Други обекти са тези, използвани за експериментите UA1, UA2 и LEP (понастоящем в тунела на LEP е настанен LHC).
Освен опитите LEP и LHC, повечето експерименти се именуват и номерират на обекта, където се помещават. Например, в експеримента NA32, проведен в обект Prévessin (North Area), е получен чаровен кварк, докато WA22 използва Голямата европейска мехурчеста камера (BEBC, Big European Bubble Chamber) в обект Meyrin (West Area) за да изследва неутрино взаимодействия. Експериментите UA1 и UA2 са проведени в Подземната зона (Underground Area) и по конкретно, под земята в обекти на ускорителя SPS.

## Наука и технологии

### Научни постижения
На 22 септември 2011 г., в опита OPERA биват измерени скоростите на мюонни неутрина, с енергии 17 GeV и 28 GeV, изпратени от ЦЕРН, близо до Женева, до Националната лаборатория Гран Сасо, Италия, на 750 km разстояние. Измерената скорост на неутринотата е равна (1+2,48 × 10 -5) от скоростта на светлината, като измереното съотношение сигнал-шум е над 6. Резултатът поставя под съмнение основния постулат на Специалната теория на относителността. На 22 февруари 2012, екипът на OPERA обявява, че е възможно лош контакт в оптичното влакно, свързващо GPS устройството с електрониката на експеримента е най-вероятно в основата на аномалията.

### Компютърни технологии
Освен с откритията в областта на физиката, ЦЕРН се прославя с това, че зад стените му е предложен хипертекстовия проект Световната мрежа. Английският учен Тим Бърнърс-Лий и белгийският учен Роберт Кайо, работейки независимо един от друг, предлагат през 1989 г. проект за свързване на документите посредством хипертекстови връзки за облекчаване обмена на информация между групите изследователи, занимаващи се с провеждането на големите експерименти на колайдъра LEP. Първоначално проектът се използва само за вътрешната мрежа на ЦЕРН. През 1991 г. Бърнърс-Лий създава първите в света уеб сървър, уебсайт и уеб браузър. Обаче Световната мрежа става действително световна, едва тогава когато били написани и публикувани спецификациите URI, HTTP и HTML. На 30 април 1993 г., ЦЕРН обявява, че Световната мрежа ще бъде свободна за всички ползватели.
Още до създаването на Световната мрежа в началото на 1980-те години ЦЕРН става пионер в използването на интернет технологията в Европа.
В края на 1990-те години ЦЕРН става център за развитие на новата компютърна мрежова технология Grid. ЦЕРН се присъединява към разработките на мрежата GRID, решавайки, че подобна система ще помогне да се съхрани и оперативно да се обработва огромен поток данни, който се появява след пускането на колайдъра (LHC). Под ръководството на ЦЕРН, който призовава в качеството на партньори Европейското космическо агентство и националните научни организации от Европа, се създава най-големият сегмент от мрежовата система – DataGRID.
Понастоящем ЦЕРН се намира в големия Grid-проект EGEE (Enabling Grids for E-sciencE) и също така развива собствени Grid услуги. С това се занимава специално отделение, свързано с колайдъра – LHC Computing Grid.
ЦЕРН също е и една от двете точки за обмен на интернет трафика в Швейцария – CINP (CERN Internet Exchange Point).

## Ускорители
Ускорителният комплекс на CERN се състои от шест главни ускорителя:
- Linac2, Linac3. Два линейни ускорителя за нискоенергийни частици. Използват се за инжектиране на частици в Протонния Синхротрон (Proton Synchrotron, PS). Единият се използва за инжектиране на протони, другият – на тежки йони;
- PS Booster, увеличава енергията на частиците от линейните ускорители за предаване в PS;
- PS (Proton Synchrotron), 28 GeV Протонен Синхротрон. Спрян през 1959 г.;
- Протонният суперсинхротрон (Super Proton Synchrotron; SPS). Спрян през 1971 г. Първоначално притежавал енергия от 300 GeV, но преминава през няколко подобрения. Диаметър на синхротрона 2 km. Използвал се за експерименти с фиксирана мишена, като протон-антипротонен колайдър. По-късно е използван за ускорение на електроните и позитроните в LEP.
- LEP Large Electron positron: Ускорител на насрещни снопове на електрони и позитрони, всеки от тях с енергия 45 GeV. По-късно е подобрен до енергии на електроните и позитроните 80 GeV.
- ISOLDE (Isotope Separator On-line), установка за изследоване на нестабилните ядра. Спряна през 1967 г. Предварителното ускорение на частиците става в PS Booster.
- Големият адронен ускорител (LHC, Large Hadron Collider): Ускорител на насрещни снопове на протони, всеки от тях с енергия 7 TeV.

## Основни текущи проекти

### Голям адронен ускорител
Основният проект в днешно време е Големият адронен ускорител (LHC), протон-протонен колайдер с максимална проектна енергия 14 TeV (разчетен също за ускорение на тежки йони). Провежданите на него експерименти се състоят в анализ на продуктите, получени при сблъсък на ускорените частици. Четирите основни детектора на частици, в това число два многоцелеви, са разположени в четири подземни шахти. Поради големия мащаб на целия проект, това са огромни съоръжения и всеки от тях има свое име – например експеримент (колаборация) ATLAS. Атлас и CMS са многоцелеви експерименти. Специализираният детектор за изучаване на B-физиката се нарича LHCb, а детекторът за изучаване на физиката на тежките йони и кварк-глуонната плазма – ALICE.
Ускорителят е въведен в експлоатация и функционира. Първият експеримент е проведен на 5 септември 2008 г. Тестовото пускане на Големия адронен ускорител се излъчва пряко в ефира на европейския информационен телевизионен канал „Евронюз“.
Разглеждат се варианти за бъдещата модернизация на ускорителя и детекторите.

### Компактен линеен колайдър
Провеждат се изследвания относно възможностите за създаване на електронен линеен колайдър, след приключване на програмата LHC, с енергия около 3 TeV. Един от възможните варианти е Компактният линеен колайдър; проектът се разработва в ЦЕРНв тясно сътрудничество с научните учреждения на 36 страни от цял свят.

## Българско участие
Република България официално става член на Европейската организация за ядрени изследвания на 11 юни 1999 година. Български физици и инженери от Института по ядрени изследвания и ядрена енергетика при БАН и Физическия факултет на СУ „Климент Охридски“ участват в експеримента CMS от самото му създаване през 1991 г. и имат съществен принос в разработването и конструирането на детектора. Участието им започва още с моделирането на съоръжението, оптимизацията му и разработване на методи за възстановяване на енергията, отделена в калориметричната система на CMS. Проектирането на калориметъра и оптимизирането на неговите характеристики с цел максимално енергетично разрешение при минимални загуби на нерегистрирани частици (херметичност) е направено главно от българските специалисти.

## Интересни факти

### Обекти, открити за посещения
- Кълбо на науката и иновациите на ЦЕРН, което отворя врати в края на 2005 г. и се използва 4 пъти седмично за специални експозиции.
- Микрокосмос (ЦЕРН) – музей по физика на частиците и история на ЦЕРН.

### В публичното пространство
- Големият адронен ускорител (LHC) на ЦЕРН е предмет на едно (научно точно) хип-хоп видео с участието на Катрин МакАлпин, с няколко члена от персонала на съоръжението.[10][11]
- ЦЕРН е изобразен в епизод от „South Park“ (Сезон 13, Епизод 6) наречен „Pinewood Derby“. Ранди Марш, баща на един от главните герои, разбива „Големият адронен ускорител (LHC) в Швейцария“ и краде „свръхпроводящ магнит, създаден за използване в тестове с ускорение на частици“, за да го използва в самоделната, състезателна количка от борова дървесина (pinewood derby), която са направили със сина му Стан. Ранди прониква в ЦЕРН, дегизиран като принцеса Лея от Междузвездни войни. Взломът е заснет от камера за наблюдение, след което лентата се излъчва по новините.[12]
- ЦЕРН е изобразена във визуалния роман (жанр видео игра) Steins;Gate (по-късно е адаптирана в аниме поредица) под името SERN. Във видео играта, SERN е сенчеста организация, която проучва пътуването във времето и се опитва да го използва, за да преструктурира и контролира света в близко бъдеще.
- В книгата на Дан Браун, Шестото клеймо, физик от ЦЕРН е убит, а от хранилище на организацията е откраднат контейнер с антиматерия – субстанция с унищожителната мощ на малка атомна бомба.[13]
- ЦЕРН има свой музикален клуб.